# Lista stadionów piłkarskich Malty
Lista stadionów piłkarskich Malty składa się z obiektów drużyn znajdujących się w Maltese Premier League (I poziomie ligowym Malty), Maltese First Division (II poziomie ligowym Malty), Maltese Second Division (III poziomie ligowym Malty), regionalnej Gozo Football League oraz piłkarskich reprezentacji młodzieżowych i żeńskich Malty, które znajdują się na Malcie lub Gozo – zamieszkałych wyspach archipelagu Wysp Maltańskich, tworzących Republikę Malty.
| Nazwa stadionu                 | local council    | Drużyny                                                               | Pojemność | Zdjęcie |
| ------------------------------ | ---------------- | --------------------------------------------------------------------- | --------- | ------- |
| Ta’ Qali National Stadium      | Attard           | Reprezentacja Malty Birkirkara FC Gżira United FC Senglea Athletic FC | 16 997    |         |
| Hibernians Ground              | Paola            | Hibernians FC                                                         | 8 000     |         |
| Centenary Stadium              | Attard           | Reprezentacja Malty U-21 Naxxar Lions Valletta FC                     | 3 000     |         |
| Independence Ground            | Floriana         | Floriana FC                                                           | 3 000     |         |
| St. John Athletic Stadium      | Marsa            |                                                                       | 2 500     |         |
| Victor Tedesco Stadium         | Ħamrun           | Ħamrun Spartans FC Balzan FC                                          | 1 962     |         |
| Gozo Stadium                   | Xewkija          | Reprezentacja Gozo                                                    | 1 644     |         |
| Pace Grasso Ground             | Paola            |                                                                       | 1 500     |         |
| Tigne Sports Complex           | Sliema           | Sliema Wanderers FC                                                   | 1 000     |         |
| Tony Cassar Sports Ground      | Tarxien          | Tarxien Rainbows FC                                                   | 1 000     |         |
| Għargħur Stadium               | Għargħur         | Għargħur FC                                                           | 800       |         |
| Luxol Stadium                  | Pembroke         | St. Andrews FC                                                        | 800       |         |
| Rabat Ajax Football Ground     | Rabat            | Rabat Ajax FC                                                         | 700       |         |
| Charles Abela Memorial Stadium | Mosta            | Mosta FC                                                              | 600       |         |
| Sirens Stadium                 | Saint Paul’s Bay | Sirens FC                                                             | 600       |         |
| Gianni Bencini Ground          | St. Julian’s     | Melita FC                                                             | 500       |         |
| Lija Stadium                   | Lija             | Lija Athletic FC                                                      | 500       |         |
| Thomaso Ground                 | Qormi            | Qormi FC                                                              | 500       |         |
| Siggiewi Ground                | Siġġiewi         |                                                                       | 240       |         |
| Żebbuġ Ground                  | Żebbuġ           | Żebbuġ Rangers                                                        | 220       |         |
| De La Salle Ground             | Birgu            | Vittoriosa Stars FC                                                   | b.d.      |         |
| Fgura United Football Complex  | Fgura            |                                                                       | b.d.      |         |